# Андромеда (телесериал)
«Андроме́да» (англ. Gene Roddenberry’s Andromeda) — канадско-американский научно-фантастический телевизионный сериал, основанный на неиспользованном материале создателя «Звёздного пути» Джина Родденберри, развитый Робертом Хьюиттом Вольфом, и произведённый вдовой Родденберри, Меджел Баррет-Родденберри. Главную роль, капитана Звёздной гвардии Дилана Ханта, исполнил Кевин Сорбо. Премьера сериала состоялась 2 октября 2000 года и его показ продолжался до 13 мая 2005 года.
Сериал содержит 110 эпизодов (5 сезонов).
«Андромеда» была снята в Ванкувере (провинция Британская Колумбия, Канада) и произведена Tribune Entertainment и Fireworks Entertainment. Сериал был распределён Global TV (учредителем Fireworks) в Канаде и объединён в консорциум в Соединённых Штатах на WGN и других каналах. Он был показан на Sci-Fi Channel в США до середины четвёртого сезона.
«Андромеда» — один из двух сериалов (до настоящего времени) основанных на концепциях Родденберри, созданных уже в 1960-х и 1970-х. Имя Дилан Хант также использовалось для героя двух телевизионных пилотов в фильмах Родденберри, созданных в середине 1970-х годов. Другой сериал, посмертно созданный из примечаний Родденберри — «Земля: Последний конфликт».

## Сюжет
Действие сериала происходит через несколько тысяч лет после нашего времени и вращается вокруг Содружества систем, конституционной монархии, основанной в далёкой звёздной системе, называемой Тарн-Ведра. Человечество — часть Содружества, обнаруженная его участниками за несколько тысяч лет до действия сериала. Содружество базируется в трёх галактиках: Млечном Пути, галактике Треугольника, и галактике Андромеды, расположенных в 2,7 миллионов световых лет от Млечного Пути. Корабли путешествуют из одного конца Содружества к другому через гиперпространство, следуя по космическим струнам вне пространства и времени, через космос, от одной точки пространства к другой.
Содружество считалось утопическим обществом, но фактически находилось в состоянии войны с магогами, хищной воинственной гуманоидной расой. Магоги - существа с лицами, похожими на лица летучих мышей, и физиологией сходной с млекопитающими за двумя исключениями: отсутствует вскармливание потомства молоком, а само потомство развивается из личинок, откладываемых в тела пригодных в пищу живых существ с животной физиологией. За несколько лет до начала событий сериала, в результате переговоров о мире, чтобы показать доброжелательность, Содружество уступило магогам колонизированный мир. Этот мир — ключевая планета одного из членов Содружества — генетически спроектированных ницшеанцев. Ницшеанцы, разгневанные этим, предательским по сути, мирным соглашением с магогами, стали тайно готовить государственный переворот с целью захвата власти в Содружестве. Это было воплощением их верований, поскольку они рассматривали себя, как расу, «сверхлюдей», описанную философом Фридрихом Ницше.
Военную защиту Содружества осуществлял большой военный флот Содружества — Звёздная Гвардия. Главный герой сериала — Дилан Хант — является капитаном крейсера Звёздной Гвардии «Созвездие Андромеда». Компьютер судна, могущественный ИИ, является ещё одним ключевым персонажем в сериале.
Первые атаки «Ницшеанского восстания» застали Звёздную Гвардию врасплох. Капитан Хант был вынужден эвакуировать свою команду, но «Андромеда» оказалась у самого горизонта событий чёрной дыры, заморозившего её во времени.
303 года спустя команда спасательного судна «Эврика Мару» обнаружила местонахождение корабля Ханта. «Содружество Систем» и «Звёздная Гвардия» канули в лету, пока он находился в области замедленного времени, с начала эры, известной как «Долгая Ночь». Хант нанимает команду «Эврики Мару», чтобы попытаться восстановить Содружество Систем и «разжечь огонь цивилизации».
Команда спасения включает в себя своего лидера: Беку Валентайн, мошенницу и опытного пилота; инженера супергения по имени Шеймус Харпер (спасённого с порабощённой ницшеанцами Земли Бекой), который может подключить свой мозг напрямую к бортовым системам благодаря вживлённым в голову гнёздам нейроинтерфейса; Трэнс Джемини, Преподобного Бема и ницшеанца Тира Анасази. Преподобный — магог, и хотя насилие — его природа, он обнаружил ненасильственный путь жизни, религиозную секту под названием «Путь Истины», и стал священником секты. Что касается Трэнс, то о ней сначала известно немногое. Она похожа на женщину-эльфа фиолетового цвета, кроме этого, она имеет хвост и кажется несколько отдалённой. Также спасательная команда взяла с собой страховой полис в виде ницшеанского наёмника по имени Тир Анасази («сына Виктории и Барбароссы» из почти исчезнувшего племени Кодиак). Тир — лидер группы наёмников, из которых он — единственный, кто останется на борту после вводных эпизодов. Склонность Тира к самосохранению принуждает его присоединиться к команде Дилана, пока не возникнут лучшие варианты.

### Первый сезон
Наступила «Долгая ночь». Галактики охвачены войной, частью погибли и частью ослаблены величайшие цивилизации в истории. Единственный корабль встал на защиту разума и порядка. Только «Андромеда» единственная надежда вселенной.
Первый сезон сериала показывает Дилана Ханта, собирающего команду и приспосабливающегося к новой вселенной, пытаясь создать Новое Содружество Систем. Идея Нового Содружества оказалась непопулярной, — в течение сезона фактически только 6 цивилизаций подписывают Хартию Содружества. Супердержавы, такие как Гегемония Танов или Ницшеанские племена Сабро и Ягуар, не заинтересованы в Новом Содружестве. Также Дилан приобрёл довольно много врагов (включая сильнейшее Ницшеанское племя — Драго-Касов).
Дилан также сталкивается с несколькими сумасшедшими остатками старой Звёздной Гвардии и свидетельствами последствий некоторых из его собственных действий за 300 лет до этого. Он понимает, что старое Содружество совершило некоторые ошибки, повторения которых он должен избежать.
Объединение команды «Андромеды» — главная тема первого сезона. Новая команда Дилана не верит в идею Содружества и присоединяется к нему только из личной выгоды. К их удивлению они обнаруживают, что наличие чего-то, за что можно бороться, не является плохой вещью. В финале сезона Бека, первый помощник Дилана, даже обещает продолжить его миссию, если он погибнет.
Первоначально Трэнс, кажущаяся отдалённой, наивной девочкой, тёплая и сострадательная, но наиболее служащая фактической цели на корабле. Она быстро демонстрирует, что она — нечто большее, чем кажется. У Трэнс есть способность видеть будущее (или, как она объясняет это, «все возможные будущие»). Она использует эту способность несколько раз, чтобы помочь друзьям, но её истинные цели остаются неизвестными. Сериал намекает, что она спланировала сражение в Туманности Ведьминой головы, где последние остатки флота старого Содружества были разгромлены, уничтожив большую часть военных сил Ницшеанцев, «случайно» отсылая «Андромеду» назад во времени и при воздействуя на различных членов команды в правильной последовательности. Результат: Ницшеанцы так и не создали Ницшеанскую Империю, расколовшись на крупные и мелкие племена и нередко погрязая в междоусобных войнах (В частности если одни Ницшеанские племена, как например Драго-Касов, создали довольно сильные державы, другие были разгромлены государствами других рас).
Самому Дилану тяжело принимать тот факт, что вселенной, в которой он жил, больше нет, и все его друзья с того времени давно мертвы. В причудливом несчастном случае ему фактически удаётся связаться с его невестой Сарой Райли, за 300 лет до действия сериала и даже телепортироваться на её корабль — но он вернулся один, решив, что Новое Содружество более важно, чем его собственная жизнь.
В финале сезона «Андромеда» сталкивается с кораблем-миром Магогов, огромной структурой из двадцати связанных планет и искусственного солнца. Корабль-мир вмещает триллионы Магогов и оборудован мощным оружием — генератором сингулярностей, который создаёт миниатюрные чёрные дыры. «Андромеда» сильно повреждена; Тир и Харпер похищены и отправлены в корабль-мир. Пытаясь спасти их, Преподобный Бем следует за ними к кораблю-миру. Остальные члены команды тяжело ранены.
| № серии | Описание эпизодов(серий) |
| 1       | Под покровом ночи [Under The Night] Дилан Хант был предан своим 1-м офицером, когда племена ницшеанцев предали Содружество систем. Захваченный притяжением чёрной дыры, Дилан застрял во временной аномалии, до тех пор, пока команда охотников за удачей под руководством капитана Бэки Валентайн не вытянула «Андромеду» из ловушки. |
| 2       | Пламя надежды [Affirming Flame] Дилан должен защитить «Андромеду» от команды наёмников после сна «Длинной ночи», пока Бэка и её друзья обнаруживают, что они, возможно, борются за не ту сторону. |
| 3       | Опалённые огнём судьбы [To Loose The Fateful Lightning] Дилан и компания решают заглянуть на принадлежавшую когда-то Звёздной Гвардии станцию техобслуживания и ремонта, в надежде прибарахлиться вооружением или запчастями. Но на станции они обнаруживают несколько десятков детей и подростков, умирающих к двадцати годам из-за утечки радиации, не умеющих читать и неизвестно чем питающихся. Но зато они верны идеалам Звёздной Гвардии — в собственном понимании. Здесь же впервые появляется Ромми — андроидное воплощение «Андромеды», созданное Харпером. |
| 4       | Первая кровь [D Minus Zero] «Андромеда» встречает неумолимого и таинственного врага и вынуждена прятаться в короне газового гиганта. У экипажа 48 часов, чтобы найти выход прежде, чем радиация их убьёт. При этом Дилан пытается приспособиться к новому экипажу, а экипаж — к новому капитану. |
| 5       | Двойная спираль [Double Helix] Тир отправляется на астероид, где обитает ницшеанский клан Орка и их сверхмощная пушка, которая так и норовит выстрелить по «Андромеде». Там он женится на Фрейе и то ли занимается вредительством в пользу Дилану, то ли организацией захвата «Андромеды». В конце концов, как и положено истинному ницшеанцу, он оказывается на стороне победителя — в этом случае, Дилана. Впрочем, так ли всё просто … |
| 6       | Тёмный ангел, светлый демон [Angel Dark, Demon Bright] Благодаря пилотажному «мастерству» Трэнс, «Андромеда» оказывается в прошлом, в туманности «Голова Ведьмы», как раз накануне решающей битвы между ницшеанцами и Звёздной Гвардией. В этой битве гвардия потерпела окончательное поражение, но и ницшеанцы не одержали победу — согласно легенде, появившийся из ниоткуда «Ангел Смерти» уничтожил две трети ницшеанского флота. |
| 7       | Слепое родство [The Ties That Blind] У Беки есть братец, но он не из числа пай-мальчиков, и их семейное воссоединение вряд можно назвать трогательным. А «Андромеда» тем временем сталкивается со старым загадочным врагом (см. «Первая кровь»). |
| 8       | На берегах Леты [Banks Of The Lethe] Позволив персеидам провести научный эксперимент с использованием уникальных возможностей «Андромеды», Дилан невольно оказывается снова около той самой чёрной дыры, где был заморожен во времени. Тоскующий Дилан вспоминает, как познакомился со своей невестой Сарой. Особые параметры чёрной дыры и гениальность персеидов и Харпера, создавших прибор для телепортации, позволяют Дилану попасть в прошлое, где он встречается с Сарой и сражается с ницшеанцами из клана Драго-Казов. Дилан возвращается в настоящее, Сара остаётся в прошлом… |
| 9       | Роза в пепле [Rose In The Ashes] Дилан отправляется с Ромми на планету «Аразия» с предложением вступить в новое Содружество. А там, оказывается, имеются свои счёты к бывшему Содружеству. Дилана сочли подстрекателем, покушающимся на нормальный ход вещей, и вместе с Ромми отправили на весьма отдалённую планетку «Гелиос IX», где не живёт никто, кроме заключённых с пожизненными сроками и роботов-надсмотрщиков. Экипаж «Андромеды» усиленно ищет капитана, а Трэнс, сделав невинное личико, называет планету, на которой может быть Дилан, туманно пояснив свой уверенный выбор тем, что она «миленькая». |
| 10      | В океанских глубинах Нептуна [All Great Neptune’s Ocean] Убит президент Касталийской республики, готовой подписать Хартию Содружества. Главный подозреваемый — Тир. Почему? Потому что много лет назад президент Ли приказал взорвать орбитальную станцию, где жили 75000 ницшеанцев из клана Волсунг. Погибли все, включая женщин и детей. С помощью Харпера, Дилан доказывает невиновность Тира и разоблачает настоящего убийцу. А мотив оказывается банально-политическим — обычная борьба за власть! |
| 11      | Жемчужины, которые были его глазами [Pearls That Were His Eyes] Три неприятности сразу — «Андромеда» нуждается в серьёзном ремонте, две крупные корпорации, "Транс-Галактика" и «Квантум», объединяются, рискуя совсем задавить мелких извозчиков типа Беки Валентайн и, как мрачно сообщает Тир, грядёт очень-очень сильная солнечная буря, противостоять которой потрёпанный крейсер не сможет. Чтобы никому не было скучно, почта заодно с новостями из бизнес-каталога и сводкой погоды приносит письмо на имя Беки. Сид, старый друг и партнёр её отца, просит помощи. Конечно, Бека не может отказать, и в результате выясняет, что именно дядя Сид и её отец изобрели флэш — один из самых популярных наркотиков во Вселенной. |
| 12      | Уравнение слёз [Mathematics Of Tears] Они нашли ещё один корабль Звёздной Гвардии — «Пакс Магелланик», первый корабль класса «наследие». «Андромеда» встречает свою старшую «сестру», а Дилан — женщину, которая его понимает. Он обрадовался, а зря… Джилл, очаровательный офицер Звёздной гвардии, как и остальные обитатели корабля-призрака, оказывается андроидом. |
| 13      | Бой далёкого барабана [Music Of A Distant Drum] На тихой планете Мидден молодая женщина Иваин и её приёмный сын-подросток Брейон находят рухнувшую «Эврику Мару», а в ней — Тира, который не знает, что он Тир, потому как память отшибло. Кроме него на корабле оказывается огромный ящик, закрытый на физический ключ, генетическую идентификацию и голосовой пароль. Не зная пароля, открыть его Тир не может. Зато может, пока память восстанавливается, отвадить хамоватых грабителей из местных и подраться с Драго-Казов, которые так и норовят отобрать у него загадочный ящик, внутри которого, как потом выясняется, лежит мумия основателя ницшеанской расы — Драго Мусевени. |
| 14      | Харпер, версия 2.0 [Harper 2.0] Возвращаясь на «Андромеду», Бека и Харпер подбирают странную сферу, внутри которой обнаруживается смертельно раненый персеид. Он говорит, что должен что-то спасти, и из последних сил набрасывается на Харпера. Раньше, чем Бека успевает его оттолкнуть, он вливает в порт Харперу поток зелёной гадости, которая потом оказывается архивом Университета Всех Систем. Персеид благополучно отходит в мир иной, а Харпер через некоторое время неожиданно становится полиглотом и начинает с бешеной активностью разрабатывать сразу несколько проектов. У него ускоренный пульс и учащённое дыхание. Друзья начинают беспокоиться, а прибытие на «Андромеду» Джегера — охотника за беглецами — только добавляет поводов для волнения. |
| 15      | Навязанная перспектива [Forced Perspective] Дилан оказывается на Мёбиусе, где его с пристрастием допрашивают — «уговаривают» признаться, что он прибыл сюда, чтобы свергнуть и убить местного правителя. Который хорошо знает Ханта, несмотря на то, что прошло уже триста лет. Дилан предаётся воспоминаниям, не всегда приятным. Трэнс спешит ему на помощь. А Тир с Бекой, тем временем, пытаются узнать друг друга получше… |
| 16      | Сумма слагаемых [Sum Of Its Parts] На «Андромеду» прибывает посланник «машинного царства» — робот HG-966HXCN5. С миром. После выполнения своей миссии, он должен «саморазобраться» на запчасти. A HG не хочется этого делать, и он распространяется по всему кораблю, на время парализовав его. Но всё заканчивается хорошо и HG обретает желаемую свободу :) |
| 17      | Страх и Ненависть на «Млечном Пути» [Fear and Loathing in The «Milky Way»] Возвращение старого знакомого — Герентекс захватывает Харпера и Трэнс и заставляет их отправиться вместе с ним на поиски дневника безумного Персеида, который, по слухам, нашёл путь к «Тарн-Ведре» — закрытой для всех бывшей столице Содружества. Дневник находят и мило прощаются с Герентексом. Трэнс даже дарит ему на память цветочек. |
| 18      | К чёрту неудачников [Devil Take The Hindmost] Дилан много думает, много спорит с Преподобным и святошей Блейком, а заодно много бегает и стреляет. В результате генетически мирный народ — Хаджира — учится воевать, да ещё получает в качестве защитников от работорговцев боевых магогов (детишек Преподобного, между прочим). |
| 19      | Брачное предложение [Honey Offering] Дилан соглашается доставить старшую дочь главы ницшеанского клана Сабра к жениху — сыну эрцгерцога клана Ягуар. Но не бесплатно! Он требует признать независимость систем, из-за которых постоянно конфликтуют Сабра и Ягуар — Энкиду и Шопенгауэр, чтобы они смогли подписать Хартию Содружества. «Две солнечные системы за полёт в один конец» — восхищённо переспрашивает Тир. Как ни странно, заинтересованные стороны соглашаются. Невеста, Элсбетт Моссадим, оказывается существом бесцеремонным и уверенным в своём превосходстве. Но как очень быстро выясняется, главная проблема с Элсбетт не в том, что она паршиво воспитана, а в том, что ницшеанцы могущественного клана Драго-Казов хотят её заполучить. «Андромеда» окружена. Дилан решает спасти невесту, улизнув вместе с ней на «Эврике». Вдоволь поиздевавшись над Диланом, Элсбетт, в конце концов, находит с ним общий язык. А потом выходит замуж за своего жениха. |
| 20      | Проклятые звёздами [Star-Crossed] На борту «Андромеды» появляется Габриэль — андроид и по его собственному утверждению, профессор античной истории. Ромми очарована, да что там — влюблена! Но увы — парень оказывается вражеским шпионом, андроидом обезумевшего корабля Гвардии, решившего уничтожить все другие корабли во Вселенной. И Ромми приходится его уничтожить… |
| 21      | Источник дивного света [It Makes A Lovely Light] Бека хочет сделать Дилану подарок на день рождения и доставить его на родную планету «Тарн-Ведра», которую ведранцы скрыли от всех после падения Содружества. У Беки есть карта переходов, обнаруженная в дневнике безумного Персеида (см. Страх и презрение на Млечном Пути) но из-за передозировки наркотиков она оказывается на грани смерти, при этом едва не угробив остальных. |
| 22      | Час превращений [Its Hour Come Round At Last] Харпер проводит какую-то профилактику и внутри мозга Ромми обнаруживает непонятный закрытый блок. Он всё-таки туда влезает и тем самым «пробуждает» предыдущую версию Андромедовской личности. Той, что была до того, как Дилан принял корабль. Соответственно, она их никого знать не знает, считает захватчиками и начинает сражаться — для начала позакрывав все отсеки и включив систему автозащиты в коридорах. К счастью, Дилан вспомнил свой старый код лейтенанта, и только Харперу удалось слегка взять Андромеду под контроль, как корабль облепили десантные корабли магогов, которые быстро заполнили почти все коридоры. В результате долгих кровопролитных боёв там и сям, в Тира и Харпера магоги отложили личинки и уволокли в свой магожий мир, Преподобного заманили и увели туда же, Ромми пришпилена железякой в одном из коридоров, а Дилан, Бека и Трэнс валяются бездыханные на полу в рубке.              |

### Второй сезон
Он последний гвардеец погибшей цивилизации, герой из прошлого. Вселенная погружена в хаос, но Дилан Хант собирает команду смельчаков и начинает борьбу за объединение галактик. На звёздном крейсере «Андромеда» воскресает надежда.
Второй сезон начинается с команды «Андромеды», находящейся в безнадёжной на первый взгляд ситуации. Дилан и Трэнс приведены в себя Бекой, и Дилан отправляется в корабль-мир Магогов с Ромми (андроидом-аватарой ИИ «Андромеды»), чтобы вернуть Тира, Харпера и Преподобного. Тир и Харпер инфицированы яйцами Магогов, а лояльность Преподобного колеблется, когда он сталкивается с существом, называемом Магогами Духом Бездны. Они верят, что он их создатель и бог (На самом деле это вознёсшийся человек-отступник). Хотя Дилан и Ромми спасают Тира и Харпера, «Андромеда» сильно повреждена, Преподобный испытывает духовный кризис. Из Тира личинки Магогов извлечены хирургически — сказались сила и выносливость организма Тира, и операция по удалению личинок из него лишь временно навредила ему. Но вот так же извлечь личинки Магогов из Харпера невозможно — Харпер бы погиб. Сильный наркотик будет сохранять их бездействующими какое-то время, но он только задержит неизбежное.
Сезон показывает команду, реагирующую на внезапную потребность в Новом Содружестве, после открытия корабля-мира, который прибудет в Известные Миры через несколько лет, поскольку они начинают убеждаться в том, что мечта становится реальностью. Множество миров стали более склонны к подписыванию хартии после известий о корабле-мире Магогов. Также Дилан становится более жёстким в своих действиях.
Эпизод «Вызов судьбе» в середине этого сезона стал главным поворотным моментом для всего сериала. «Вызов судьбе» был последним эпизодом Роберта Хьюитта Вольфа, разработчика оригинального сериала и главного сценариста. Производители, предположительно, чувствовали, что сериал становился слишком интеллектуальным и сложным (см. Противоречие по отъезду Роберта Хьюитта Вольфа). Одно немедленно видимое изменение было преобразованием Трэнс. Она обменялась местами со своей будущей версией. У новой Трэнс были различия (золотая кожа) и намного более серьёзная индивидуальность.
«Негласно» Брент Стэйт (Преподобный Бем) также покинул «Андромеду» в серии «Вызов судьбе» из-за его убийств на корабле-мире Магогов, а также из-за встречи с Бездной. Он дважды появляется в своей роли позже — в третьем и четвёртом сезонах.
Во второй половине второго сезона, восстановление Содружества Систем становится намного менее существенной темой. Сериал главным образом сконцентрировался на автономных приключениях в стиле Звёздного пути. Однако, к концу сезона, Новое Содружество получило новый мощный военный флот, и его ядро составили в общей сложности пятьдесят миров. Этот период также показал Кевина Сорбо, воссоединившегося в одной из серий с Майклом Херстом из сериала Удивительные странствия Геракла.
Показывается, что ницшеанский член команды «Андромеды» Тир Анасази имеет сына — Тамерлана Анасази, — который является генетическим перевоплощением Драго Мусевени, Основателя и Прародителя всей Ницшеанской расы. Так как все Ницшеанские племена полагают, что генетическое перевоплощение Драго Мусевени обязательно будет великим лидером — Ницшеанским Мессией, — Тир Анасази получает уникальную возможность объединить все племена Ницшеанцев. Он не использует это немедленно, ожидая удобное время.
В финале сезона Содружество систем наконец восстановлено. Церемония проведена на борту «Андромеды», но прервана нападением неизвестных пришельцев из экстраизмерения.

### Третий сезон
Вселенная таит опасности. Но экипаж смельчаков продолжает борьбу за будущее. Я Дилан Хант, капитан крейсера «Созвездие Андромеда», и это наши приключения.
Третий сезона имеет самый эпизодический формат из всех. Содружество Систем уже восстановлено, но большого прогресса в борьбе с Магогами и Бездной нет.
Несколько эпизодов третьего сезона исследуют Трэнс и её фактическую роль. Один эпизод (Туманное прошлое) снят полностью с точки зрения Трэнс, показывая, что она «живёт» через все возможные дополнительные будущие прежде, чем выбрать правильное будущее.
Этот сезон показывает несколько запутывающих дополнений, ремонтов и изменений на Андромеде, её команде и Содружестве.
Андромеда получает отлично обученную команду из Звёздной Гвардии в некоторых эпизодах только для того, чтобы они исчезли в следующем, покидая основную команду, имеющую дело с проблемами на корабле. Пример — многократные появления подразделений истребителей, которые сражаются под командованием Беки (На острие копья), когда в предыдущих эпизодах, где подразделение истребителей было бы полезно, они не используются.
Способности корабля также увеличиваются и уменьшаются. В течение третьего сезона возвращается оттенок предположения, что «Андромеда» — «самый мощный корабль в Галактике», которое отвергается двумя первыми сезонами. Несмотря на то, что «Андромеда» непобедимый военный корабль, её не раз превосходят (даже если только временно) маловероятные противники. Например — одинокий Ницшеанский крейсер, стреляющий гамма-лучами (Небесный свод) или стреляющие отходами корабли (Иллюзия величия).
Также в третьем сезоне персонажи часто реагируют способами, которые противоречат их уже установившимся принципам. Многие из заговоров и историй повествования кажутся напряжёнными и непоследовательными.
Ницшеанский член команды Тир Анасази делает свой ход в конце сезона. Он внедряет ДНК своего сына Тамерлана Анасази в самого себя, и начинает воссоединять различные Ницшеанские племена, снова отделяя их от Содружества Систем. Сезон заканчивается покидающими Содружество ницшеанцами, и Тиром Анасази, оставляющим «Андромеду» .

### Четвёртый сезон
В четвёртом сезоне, Дилан почти вне закона Содружества систем, которое он восстановил. Собиратели (первоначально хранители исторической информации, неизвестной кому-либо ещё), в союзе с Духом Бездны, управляют хрупким правительством Нового Содружества, чтобы показать его в неприглядном свете. Бездна контролирует Содружество, используя множество других агентов.
В конечном счёте Собиратели объединяются с Тиром Анасази и его недавно объединёнными Ницшеанской племенами. Тир не доверяет Духу Бездны, но надеется победить его. Он пытается найти карту к Пути Веков — двери, соединяющей вместе все галактики, так как можно ослабить Бездну, пройдя через него. Вместо этого карту получает Дилан, но он позволяет Тиру следовать за «Андромедой» через Путь Веков, так как Тир знает о Бездне больше. «Андромеда» переносится в странную вселенную, где грёзы (то есть мысли) становятся явью. С помощью Трэнс Дилан побеждает и убивает Тира Анасази, который попытался заключить сделку с Бездной.
Но Путь Веков закроется прежде, чем «Андромеда» сможет возвратиться, Дилан должен использовать помощь Трэнс. Она показывает, что она — аватара Солнца с «властью создавать и разрушать». Трэнс разрушает «Андромеду» и воссоздаёт её в правильной вселенной.
В этом сезон Дилан также находит нового члена команды — другого Ницшеанца Телемаха Раде, потомка друга Дилана и предателя Гахериса Раде, который не принимает предательства его расы Содружества и соглашается присоединиться к Дилану. Раде оказывается более лоялен чем Тир Анасази, которого он помог победить.
Магоги развиваются и становятся более интеллектуальными и хитрыми. В конце сезона их Мир-корабль был снова обнаружен. Он направлялся к «Аркологу» — старой космической станции с очень пацифистским населением. Дилан отчаянно пытается убедить их, что они должны защититься, но люди «Арколога» надеются заключить мир с Магогами.
Они платят за эту ошибку, так как Магоги никогда ни с кем не заключают мир. «Андромеда» пытается защитить «Арколог» от Мира-корабля, но её сила крайне малочисленна. «Арколог» уничтожен со всеми его жителями. Раде, Бека и Харпер остаются в абсолютно безнадёжной ситуации. Ромми умирает от взрыва после выстрела в живот, спасая Харпера от Магога.
Трэнс просит Дилана, чтобы он бежал на истребителе через Путь Веков, утверждая, что теперь нет ничего важнее спасания его жизни. Марлоу, лидер «Арколога» (исчезнувший за несколько часов до сражения) говорит Дилану, что они оба Парадины, двое из немногих древних существ с невероятными силами (Очевидно Парадины древние взнёсшиеся люди). Дилан неохотно проходит через Путь Веков (где он оказывается в большой тёмной комнате и, по-видимому, встречает другую версию самого себя). Трэнс превращается в солнце и на «Андромеде» врезается в Мир-корабль Магогов.

### Пятый сезон
Пятый сезон начинается с необычной предпосылки. Дилан обнаруживает себя перенесённым в систему Сифра, состоящую из девяти идентичных, почти бесплодных миров с суеверным населением и двух тусклых солнц. Технологии (особенно космические полёты) избегаются, и вода является сокровищем из-за постоянной засухи. Флавин (другой Парадин) встречает Дилана здесь, давая ему загадочные намёки о судьбе Дилана и том, чем раньше являлась Сифра. В конечном счёте, на Сифре Дилан находит Ницшеанского воина Телемаха Раде, пилота Беку Валентайн и инженера-супергения Шеймуса Харпера, и к его изумлению, они все прибыли в Сифру в разное время и места жительства у них разные. В частности Харпер прибыл на три года раньше Дилана с остатками андроида Ромми. Он попытался восстановить её но не сумел, в конечном счёте построив другого андроида — Дойл, с некоторыми воспоминаниями Ромми. Первоначально он убеждает её, что она является человеком, но позже её истинная личность была показана восставшим андроидом. («Негласно» причиной замены Ромми на Дойл является беременность Лексы Дойг. Дойл восстановила Ромми в этом сезоне позднее.)
Трэнс также была найдена, но она ослабела так как, во-первых, транспортировала «Андромеду» и её команду в Сифру и, во-вторых, по просьбе Дилана зарядила «Андромеду» энергией собственного организма (в этот момент Трэнс было в облике солнца размером в человеческий рост) настолько насколько могла. Она не совсем помнит, кто она и что она должна делать. Трэнс снова подвергся метаморфозе. Она всё ещё с золотой кожей, но кажется моложе, и её индивидуальность напоминает её первое воплощение.
Сама «Андромеда» также транспортируется в Сифру, но у неё нет энергии и никакого способа восстановить её. Трэнс частично перезаряжает генераторы корабля, но «Андромеда» всё ещё не может двинуться (очевидно, для этого нужно 100 % энергии), и поведение ИИ неустойчиво.
Первая половина сезона имеет дело с тремя главными темами: конфликт Дилана с его командой, его попытки восстановить энергию «Андромеды» и возможное открытие истинной роли Трэнс и системы Сифра.
Раде, Бека и Харпер сердиты на Дилана за то, что он оставил их в сражении на «Аркологе» и бросил их на Сифре без любого способа возвратиться назад в Известные Миры. Их лояльность несколько раз оказывается под угрозой, но наконец восстанавливается после вмешательства Незнакомца — Парадина, посланного Диланом из альтернативного будущего.
В конечном счёте энергия «Андромеды» восстановлена с помощью древних артефактов Ведранцев, но она всё ещё неспособна покинуть Сифру. Оказывается, что Сифра расположена в «карманной вселенной», и единственный выход — Путь Веков. Хотя некоторые личности прибывают и уезжают через него, Дилан не может воспользоваться им.
Сифра оказывается Тарн-Ведрой, давно потерянной столицей Содружества, но сами Ведранцы давно покинули свою систему, разочарованные людьми. Сифра-1 — настоящая Тарн-Ведра, и Сифра со 2 по 9 являются её копиями. Настоящее солнце Тарн-Ведры было заменено парой искусственных звёзд — Метусом-1 и Метусом-2. Метус-2 неисправен и испускает смертельные вспышки, которые являются причиной засух на ближних Сифрах.
Диаграмма Метуса — проект системы Сифра, восстановленный с помощью таинственного диджея Гласа Вергилия, указывает цель восьми дополнительных планет. Ведранское солнце когда-нибудь возвратится и разрушит 8 других планет Сифры, чтобы замедлиться и занять своё место. Но из-за повреждения Метуса-2 этот механизм не работает, и солнце угрожает уничтожить всю систему полностью.
Трэнс вспоминает свою личность, когда она встречает Айонэ, аватара луны Тарн-Ведры. Она — солнце Тарн-Ведры. Когда она понимает это, её солнце входит в систему Сифра, и Дилан должен найти способ починить Метус-2 и эвакуировать восемь обречённых планет на Тарн-Ведру — Сифру-1.
Однако «сёстры» Трэнс (называющие себя «Туманностью»), пытаются убедить её присоединиться к ним. По их мнению, судьба Дилана, Сифры, или Известных Миров не важна. Трэнс упрямо отказывается, и «Туманность» пытается заменить её (все аватары солнц выглядят одинаково). Реальная Трэнс заключена в тюрьму внутри Метуса-2, и это занимает время Дилана, чтобы понять обман и спасти её.
Дилан начинает эвакуацию планет Сифра, хотя его планам препятствует Генерал Бурма, религиозный лидер с Сифры-5. Позже показывается, что Бурма находится под контролем Бездны. В конфронтации с Бурмой и Злой Трэнс, Дилан и Бека убивают Бурму, и Трэнс прогоняет свою злую коллегу.
В последней серии солнце Тарн-Ведры вернулось назад, и люди в безопасности на Сифре-1. Трэнс связывается с «Туманностью» — Туманностью Лучистых Сестёр, Высшим советом галактик, в который входят пятьдесят аватар звёзд. Трэнс была старейшим членом «Туманности», но не согласилась с их представлениями об органической жизни как о чём-то ничего не значащем. Вместе с Диланом она обращается к «Туманности» и её лидеру — Мауре, которая планирует уничтожить Бездну, расширив точку «Абсолютного нуля», пока она не поглотит все галактики в этой части Местного Сверхскопления. Это действие уничтожит всю существующую в этой части вселенной жизнь, — уцелеет только Тарн-Ведра (то есть Сифра).
Маура отказывается пересмотреть свои планы, но позволяет Дилану и «Андромеде» вернуться в Известные Миры. Когда «Андромеда» через гиперпространство выходит к Теразеду, Дилан узнаёт, что прошло лишь четыре дня со сражения на «Аркологе», и хотя Мир-корабль Магогов повреждён, но всё ещё функционален. Раде воссоединяется со своей женой (ненадолго возвратившись на «Андромеду»).
«Андромеда» посещает Землю (где Харпер тайно планирует остаться), но как только корабль прибывает в систему, планета быстро разрушается Бездной. Огромный Ницшеанский флот появляется из-за развалин, и «Андромеда» отступает.
Дилан начинает подозревать Мауру и скоро понимает, что она — аватара Бездны и что вся «Туманность» находится под её контролем. Маура уничтожила всех Парадинов (кроме Дилана). После массового сражения с Ницшеанским племенем Драго-Касов Дилан ещё раз проверяет Диаграмму Метуса, и обнаруживает, что солнце Трэнс способно к разрушению Бездны.
Трэнс сделала так, чтобы Дилан провёл «Андромеду» к Сифре, и Бездна разрушает Мауру из-за её поражения. «Андромеда» возвращается в систему Сифра через Путь Веков, сопровождаемая Бездной. На Сифре Злая Трэнс возвращается и раскрывает себя как таинственный Глас Вергилия, но Дилан в состоянии отличить реальную Трэнс от её копии и убивает Глас Вергилия. Трэнс удаётся подтянуть своё солнце ближе и сжечь Бездну, погрузив её в своё солнце.
Бездна наконец уничтожена, и сражение Дилана закончено. Путь Веков преобразовывается в коридор гиперпространства, позволяя флоту Содружества, ведомому Телемахом Раде, прибыть на Тарн-Ведру.

### Противоречие по уходу Роберта Хьюитта Вольфа
Противоречие разразилось во время середины второго сезона, когда разработчик серий и исполнительный продюсер Роберт Хьюитт Вольф объявил, что был освобождён от производства сериала, хотя его влияние чувствовалось до конца второго сезона; в то же время Боб Энгельс был привлечён, чтобы стать исполнительным продюсером сериала. Причина изменения, согласно заявлению, состояла в том, чтобы сделать шоу более эпизодическим и открытым для случайного рассмотрения начиная с версии Вольфа — хотя эпизодический — имел много продолжающихся сюжетных линий и ответвлений истории. После заключительного переданного эпизода сериала, Вольф написал и издал одноактную пьесу под названием «Кода», которая объясняла его намеченные планы относительно шоу и не противоречила уже переданным эпизодам.
В обсуждении на форумах его веб-сайта и различных интервью, Вольф усложнил сериал, и был освобождён от производственного персонала[уточнить] после того, как он отказался переместить акцент сериала на персонажа Кевина Сорбо, Дилана Ханта, по существу делая все эпизоды шоу сконцентрированными на нём. События эпизода «Вызов судьбе», заключительный эпизод, написанный Вольфом, вводили последние существенные изменения, которые Вольф был готов сделать в сериале.

## Действующие лица
| Основные персонажи |
| ------------------ |

### Главные герои
| Персонаж                                         | Актёр                | Положение на Андромеде                                       | Описание |
| ------------------------------------------------ | -------------------- | ------------------------------------------------------------ | --- |
| Дилан Хант                                       | Кевин Сорбо          | Капитан крейсера «Созвездие Андромеда»                       | Блестящий офицер, краса и надежда Звёздной Гвардии, случайно «замороженный» во времени на 303 года, в течение которых Содружество Систем было разрушено. После освобождения из зоны действия чёрной дыры решил восстановить Содружество любой ценой и немедленно принялся за дело. В прошлом — офицер спецназа АРГОС. Родился на Тарн-Ведре, но так как его мать из Тяжёлых Миров (миров с высокой гравитационной тяжестью), имеет уникальную физиологию, почти равную ницшеанцам. Ненавидит магогов, киборгов, уколы и любимую музыку Харпера. А ещё — ловушки, если их устраивает не он. Имеет двоякое мнение о ницшеанцах, так как по их вине вся его жизнь перевернулась. Считает себя непригодным для политики, поэтому отказался от должности Триумвира в Новом Содружестве. Задевать его корабль или экипаж — опасно для жизни. Был помолвлен с Сарой Райли, гениальной учёной и племянницей адмирала Звёздной Гвардии Констанции Старк. Несмотря на связи с другими женщинами, хранит их общую фотографию у себя в каюте. |
| Бекка (Ребекка) Валентайн                        | Лиза Райдер          | Капитан корабля «Эврика Мару» и первый офицер на «Андромеде» | Капитан грузового судна, доставшегося ей от отца, на котором она совершала как легальные рейсы, так и контрабандные. Именно «Эврика Мару» вытащила «Андромеду» из чёрной дыры в коммерческих целях. Никогда не жила на планетах. Великолепный пилот, не уважающий правила и инструкции. Согласилась на службу в команде крейсера, при условии, что имеет равные права с Диланом и не относится к нему как офицер к командиру. Наркоманка, спасённая от передоза только уникальным оборудованием «Андромеды» и способностями Трэнс. Авантюристка с грубоватыми манерами. Надёжный товарищ, не бросающий своих. Её матерью является высокопоставленный сенатор Талия Уотеркирк, что Бека скрывает (считает, что она бросила её с отцом и братом ради власти и денег). Имела романтические отношения со многими мужчинами, считая ницшеанцев. Является Альфа-Матриархом для всех ницшеанцев (оказавшийся в будущем Драго Муссавени использовал её ДНК для создания женщин-ницшеанок).                                                |
| Тир Анасази (Сезоны 1-4)                         | Кит Гамильтон Кобб   | Оружейный офицер (Сезоны 1-3)                                | Ницшеанец, один из последних представителей клана Кодиак, предательски уничтоженного союзниками. Наёмный убийца, в задачу которого входило убрать Ханта, но он позже предпочёл стать членом экипажа «Андромеды». Эгоистичный, умный, бесконечно одинокий. Много читает, под настроение рисует. Любит повторять, что ценит только самого себя, но постоянно рискует жизнью ради товарищей, имея за спиной свои личные мотивы. Был «женат» на ницшеанке из племени Орка Фрее Раджпут, которая позже родила ему сына Тамерлана, генетическую реинкарнацию Драго Муссавени, Альфа-Патриарха всех ницшеанцев. Тир воспользовался этим и, при помощи учёного-генетика, заменил свою изначальную ДНК на ДНК сына, выдав себя за мессию. Заключил договор со Сборщиками, вновь думая их обмануть всех. Ранен в спину, после чего упал в бездну каньона в Ином Измерении. |
| Шэймус Желязны Харпер                            | Гордон Майкл Вулветт | Главный инженер                                              | Гениальный инженер, добродушный, но способный на вспышки ярости, гиперответственный, но иногда отвлекающийся от дела. Не герой по мироощущению, но совершает героические поступки. Немножко мухлежник, немножко азартный подросток, «множко» компьютерный фрик. Падок на женщин, но те не отвечают ему взаимностью. Суеверен. Вырос на Земле, в Бостоне, и глубоко ненавидит Ницшеанцев (в частности, клан Драго-Кассов) и Магогов. Не лишён земного шовинизма, отчего не всегда удачно ведёт себя на дипломатических приёмах. До «Андромеды» служил 5 лет на «Эврике Мару». |
| Трэнс Джемини                                    | Лора Бертрам         | Доктор, офицер жизнеобеспечения                              | Аватара солнца. Она очевидно бессмертна, имеет власть создавать и разрушать и может предвидеть возможные ветви будущего. Поначалу выглядит молодой и наивной, но в середине второго сезона юную Трэнс заменяет Трэнс из «тёмного» будущего. Она никогда не отвечает на вопросы о возрасте, происхождении и прочем. До «Андромеды» служила недолго на «Эврике Мару». |
| Преподобный Бехемиил «Бэм» Странник (Сезоны 1-2) | Брент Стейт          | Офицер по науке                                              | Магог, который принял Путь Истины и стал его проповедником. Его имя, данное при рождении переводится с языка Магогов как «Красная Чума». Монашеское имя — Бехемиил. Пацифист, избегает любого насилия, чем иногда подводит сокомандников. Всегда готов выслушать и посоветовать, от чего имеет на «Андромеде» функцию корабельного психолога. До «Андромеды» служил 7 лет на «Эврике Мару». Стал отцом нового подвида магогов (эволмагогов), оснащённых генетической памятью. Позже покинул «Андромеду» из-за кризиса веры после встречи с кораблем-миром Магогов, где на какое-то время присоединился к сородичам. В конце своего паломничества «вознёсся», от чего стал более похож на человека. |
| Андромеда                                        | Лекса Дойг           | Корабельный ИИ                                               | Искусственный интеллект корабля, который управляет всеми многочисленными роботами и андроидами, может исполнять большинство функций команды. Для психологического комфорта капитана её изображение на мониторах корабля и форма голограммы имеют гуманоидный вид. Голограмма обладает индивидуальностью, позволяющей Андромеде спорить самой с собой в поисках правильного решения. Неравнодушна к Дилану, но скрывает это (Устав Звёздной Гвардии запрещает неслужебные отношения между членами команды). |
| Ромми (Андромеда)                                | Лекса Дойг           | Андроидная аватара ИИ                                        | Автономный андроид, внешне неотличимый от человека. Создана Харпером. Её индивидуальность отделена от «Андромеды», и Ромми более эмоциональна и даже способна на любовь. Имела короткий роман с Габриелем, аватаром безумного крейсера «Весы Правосудия». Из-за того, что он хранил в себе её частицу, ей пришлось убить его. |
| Телемах Раде (Сезоны 4-5)                        | Стив Бачич           | Оружейный офицер                                             | Другой Ницшеанец команды, генетическое перевоплощение Гахериса Раде (друга Дилана Ханта времён Содружества, его первого офицера, предавшего в сражении у Гефеста). Родился и вырос на Таразеде, отдалённой планете, где сохранилось Содружество. Учился в Академии Звёздной Гвардии и дослужился до адмирала. После образования Нового Содружества понижен до капитана-лейтенанта. В отличие от Тира, менее фанатично относится к ницшеанскому образу мышления, хотя знает и чётко соблюдает традиции и ритуалы. Сборщики саботировали его задание по сопровождению Тира в тюрьму и выставили Телемаха предателем. Спасён командой «Андромеды» и стал членом команды, чтобы искупить грех своего предка за события у Гефеста. |
| Дойл (Андромеда) (Сезон 5)                       | Брэнди Ледфорд       | Вторая аватара ИИ                                            | Андроид, построенный Харпером, когда Ромми была уничтожена. Ещё более «человеческая», чем Ромми; была первоначально запрограммирована, чтобы думать, что она человек. Харпер использовал оставшиеся части Ромми, чтобы создать Дойл. |

### Возвращающиеся персонажи и приглашённые актёры
- Гахерис Раде, Ницшеанец; Предыдущий первый офицер Дилана, который предал его в сражении у Гефеста, случайно заставив «Андромеду» войти в горизонт событий чёрной дыры и замёрзнуть во времени. Эпизод «Непобедимый», где он убивает Дилана и пытается самостоятельно восстановить Содружество, изображает его в более сочувствующем свете, объясняя его основную причину измены Содружеству. Это было его желанием защитить своих людей от Бездны, но он разочаровался в них, когда они атаковали друг друга после падения Содружества. Полный раскаяния об убийстве своего лучшего друга, Дилана Ханта, он возвращается в прошлое, чтобы позволить Ханту убить его, таким образом гарантируя возрождение Содружества. (Стив Бакич)
- Герентекс, Порождение ночи, нанявший команду «Эврики Мару» и группу наёмников с Тиром Анасази, чтобы вытащить «Андромеду» из чёрной дыры и продать её. (Джон Тенч)
- Фрея, красивая и богатая Ницшеанка из клана Орка, вышла замуж за Тира Анасази. (Дилан Бирк)
- Сид Бэрри («Дядя Сид», «Сэм Профит»), богатый и аморальный бизнесмен, бывший партнёр отца Беки. (Джон де Ланси)
- Хохне, персеид, гениальный учёный. (Алекс Дьякун)
- Элсбетт Моссадим, Первая Дочь ницшеанского клана Сабра, вышла замуж за Шарлеманя Боливаря, ницшеанца из клана Ягуар, для формирования Сабро-Ягуарского альянса. (Кимберли Хьюи)
- Габриель/Рэмиель, андроидная аватара «Весов Правосудия», мощного корабля Старого Содружества, который сошёл с ума после падения Содружества. (Майкл Шэнкс)
- Дух Бездны, могучее существо, командующее Магогами и, похоже, ответственное за многочисленные саботажи и нападения на Новое Содружество. (Роберт Сандерс)
- Профессор Лоджик, Инарийский учёный, который пытался допросить Трэнс. (Уильям Брюс Дэвис)
- Телемах Раде, генетическая реинкарнация Гахериса Раде, адмирал гарнизона Таразеда (во втором сезоне; стал основным героем в четвёртом сезоне). (Стив Бакич)
- Шарлемань Боливар, франтоватый, но крайне опасный глава объединённого ницшеанского клана Сабра-Ягуар. (Джеймс Марстерс)
- Райан, аватара корабля Старого Содружества «Громкий призыв». (Майкл Хёрст)
- Преподобный Бэм, приглашённый герой в третьем и четвёртом сезоне. (Брэнт Стэйт)
- Капитан Мэтис с древнего исследовательского земного корабля «Белерофон». (Тони Тодд)
- Патриарх Константин Старк, лидер скрывающейся группы, известной как «Храмовники», основанной адмиралом Констанцией Старк после падения Содружества. Обладает воспоминаниями Констанции и всех последующих инкарнаций Патриархов/Матриархов. (Майкл Айронсайд)
- Ахиллес/Гектор, аватара корабля Старого Содружества «Гнев Ахилла», и нового флагманского корабля Нового Содружества «Решимость Гектора», соответственно. (Кристофер Джадж)
- Три-Джема, один из триумвиров Нового Содружества. (Кармен Мур)
- Три-Лорн, один из триумвиров Нового Содружества. (Николас Леа)
- Флавин, Парадин с Сифры. (Alan Scarfe)
- Глас Вергилия, таинственный диджей из системы Сифра. (Дина Ашбог)
- Авинери, вариант отца Бэки на Сифре. (Дон Дэвис)
- Орланд, хранитель Сифранской подземной комнаты Ведранцев. (Роб Дэли)
- Генерал Бирма, сектантский лидер с Сифры-5. (Хиро Канагава)
- Маура, аватара солнца, лидер Туманности Лучистых Сестёр. (Эммануэль Вожье)
- Бобби Дженсен, бывший член экипажа Беки Валлентайн и её бывшая любовь. (Костас Мэндилор)

## Вселенная «Андромеды»

### Гиперпространство
Гиперпространство — основной способ путешествия кораблей во вселенной «Андромеды» и единственный известный метод путешествия быстрее, чем скорость света. Открытие Ведранцами гиперпространства способствовало формированию их межгалактической империи, которая стала предшественником Содружества Систем.
Любопытно, что через гиперпространство не может пройти ИИ (у него есть 50 % шанс выбора правильного пути). Только органические пилоты могут «ощутить» путь к своему предназначению (у них есть 99 % шанс выбрать правильный путь), и хотя ИИ используются на всех больших кораблях, они всегда требуют органического пилота для межзвёздного путешествия. Считается, что процесс выбора пути делает выбранный путь правильным.
Функция гиперпространства состоит в том, что в гиперпространстве очевидные объективные скорости чрезвычайно переменные, поскольку путешествие через миллионы световых лет происходит так же стремительно, как перелёт между соседними звёздами, находящимися в десятке световых лет друг от друга. Гиперпространство — нелинейный метод путешествия; лучший и самый быстрый способ добраться от пункта A до пункта B (даже если они в одной и той же галактике) может перебросить в другую галактику. Кроме того, через более часто используемые маршруты гораздо легче и точнее можно попасть именно туда, куда нужно.
Попытки отследить все пути в гиперпространстве, что бы позволило даже ИИ уверенно путешествовать без вмешательства органических существ, привели к неудаче из-за огромного количества путей.

### Содружество Систем
Содружество Систем было огромной утопической цивилизацией, охватывавшей три главных галактики Местной группы. Оно было основано Ведранцами, первой расой, обнаружившей существование гиперпространства. Первоначально Ведранская империя существовала больше 10,000 лет до Ницшеанского восстания.
Дилану удалось восстановить Содружество (хотя и не в его прежней славе; первоначально было только 50 участников, в то время как Старое Содружество включало больше чем миллион миров). Однако, Новое Содружество скоро пало жертвой внутренней коррупции, которой тайно руководила группа, известная как Сборщики, и которая находилась в союзе с Бездной.

### Основные звёздные системы
- Тарн-Ведра, столица Старого Содружества Систем и Ведранский родной мир. Все маршруты гиперпространства к Тарн-Ведре исчезли вскоре после Ницшеанского восстания, способствуя последовавшему хаосу. Дилан родился на Тарн-Ведре. Одним из его побуждений для восстановления Содружества является поиск его потерянного дома. В последней серии, после того как Бездна была уничтожена, Путь Веков превращается в гиперпереход к Тарн-Ведре, наконец воссоединяя планету с Известными мирами.
- Гефест, система с существенным Ницшеанским населением, опустошённая блуждающей чёрной дырой в первой серии и место заключения Дилана на 300 лет. В пятом сезоне становится известно, что «Андромеда» всё ещё имеет связь с этой чёрной дырой.
- Земля, была разорена нападениями Магогов и Ницшеанской оккупацией в течение Долгой Ночи. Харпер родился и приобрёл свои известные навыки выживания на Земле. Была уничтожена в последнем эпизоде.
- Таразед, мир с существенным человеческим и лояльным Ницшеанским населением, которое пережило без потерь Долгую Ночь. Планета стала первой столицей Нового Содружества. Место рождения Телемаха Раде. Таразед в сериале расположен в другой галактике, и поэтому не является Таразедом, задокументированной звездой с тем же именем.
- Ксинти, одна из ключевых колоний персеидов.
- Сан-Ска-Ре, родной мир танов и основная политическая сила после падения Старого Содружества. Фактически на экране не появляется, но довольно часто упоминается персонажами.
- Мёбиус, бесплодный мир с подземными городами. Мёбиусом в течение многих столетий управляли безжалостные диктаторы, но он присоединился к Новому Содружеству, когда его лидер, «Великий Компас» Венетрий ушёл в отставку.
- Арколог, огромная космическая станция с пацифистским населением и место последней конфронтации «Андромеды» с кораблём-миром Магогов. «Андромеда» проиграла битву, и Арколог был разрушен, но Трэнс с её возможностями всё же удалось нанести вред кораблю-миру.
- Сифра, таинственная искусственная система из девяти планет и двух солнц, куда Дилан и его команда транспортировались после Сражения за Арколог. Сифра-1 оказывается Тарн-Ведрой.

### Основные расы
- Ведране, раса разумных псевдокентавров с синей кожей. Первыми изучили и освоили гиперпространство, которое соединяет всю вселенную. Ведране завоёвывали Известные Миры, строя Ведранскую империю. Но империя была изведена внутренними конфликтами и в конечном счёте была мирно преобразована в Содружество Систем.
- Ницшеанцы, генетически изменённые люди, принявшие философию Ницше как основу своего существования. Они покинули Землю тысячи лет назад и развились в отдельный подвид (Человек разумный совершенный), который колонизировал множество миров по всем галактикам. Ницшеанцы ответственны за падение Содружества Систем; однако они не заменили его Ницшеанской империей (как они первоначально планировали) из-за постоянных предательств и конфликтов между различными Ницшеанскими кланами.
- Люди составляют приблизительно 70 % населения Известных миров. Распространены подвиды с незначительными генетическими изменениями (как Инарийцы).
- Магоги, раса разумных монстров, наводящая ужас на Известные миры. Магоги могут есть только убитое ими, иначе не начинается процесс переваривания. Чтобы размножаться, они откладывают личинок в разумных существ других рас и те погибают при «родах». При первом же своём появлении в границах известного Содружеству мира, они убили более миллиарда человек на Бранденбург-Тор. Мир-корабль Магогов является структурой из 20 планет и искусственного солнца, домом для триллионов Магогов, а также военным кораблём.
- Персеиды, очень интеллектуальная гуманоидная раса учёных и администраторов.
- Тан-Тре-Кул (Таны), жёсткая, высокоразвитая и цивилизованная насекомоподобная раса, разделённая на различные касты.
- Кальдеранцы, ксенофобная рептилееподобная раса, которая когда-то конкурировала с Ведранами. Им удалось перепроектировать их собственный гипердвигатель.
- Парадины, чрезвычайно высокоразвитая форма Ведран, похожая на обычных людей. У Парадинов, очевидно, была специальная роль в делах с Аватарами солнц и Путём Веков, но они почти вымерли. Дилан Хант является последним Парадином.
- Аватары солнц, гуманоидные аватары звёзд с огромными силами и возможностями. Они бессмертны, пока не погаснут их звёзды, и могут путешествовать сквозь пространство и время, затрагивая события и людей, как они пожелают.
- Пириане — раса разумных существ, способных жить в условиях вулканических и горячих планет. Внешне похожи на клещей рода Dermatophagoides pteronyssinus. В силу специфических условий обитания практически непобедимы для любого врага, включая Магогов. Отношения со Старым Содружеством были ровно-дипломатическими после некоторых стычек. С Новым Содружеством начали не лучшим образом, но в итоге с ними удалось достичь определённых договорённостей.
- Порождения ночи, подобные крысам гуманоиды со слабым зрением, но чрезвычайно развитым слухом. Их репродуктивный цикл очень разрушителен для окружающей среды, поскольку их ранняя стадия личинок — водное существо, которое ест всё, с чем столкнётся. У всей расы очень плохая репутация, подавляющее большинство Порождений ночи — бандиты, работорговцы, контрабандисты или мародёры.

### Другие расы
- Огами, раса жестоких пиратов и наёмников.
- Бокор, опасные паразиты, которые захватывают контроль над другими расами чтобы выжить, распространяясь через физический контакт. Бокор фактически неуязвимы к любому типу оружия, будь то энергия, схватка или пули. Однако, они уязвимы для электричества. Их существование в Известных мирах ненавидится танами, которые нападают на любой корабль, несущий их на борту. Бокор нужно некоторое время, чтобы разрушить нервные функции гуманоидов и вступить во владение телом. Но на контроль над Трэнс Джемини потребовалось всего несколько секунд, так как её тело биологически не является живым.

### Организации
- Дженаиты (Рыцари генетической чистоты) — высоко развитая технически, многочисленная и хорошо организованная межгалактическая группа, цель которой состоит в том, чтобы избавить Вселенную от генетически улучшенных существ, особенно от Ницшеанских племён, которые вызвали падение человечества. Являются отделившимся радикальным крылом Храмовников.
- Храмовники — группа мужчин и женщин, которые стремились восстановить порядок после падения Содружества. Были основаны адмиралом Звёздной Гвардии Констанцией Старк.
- Сборщики — хранители всех секретов истории Содружества. В основном в фильме представлены как агенты Бездны.
- Техно-полиция — жестокая, противотехнологическая организация на Сифре-1.
- Звёздная Гвардия — основная военная сила Содружества Систем.
- Ресторианцы — группа экотеррористов, считающая, что все межзвёздные перелёты необходимо запретить из-за того, что они уничтожают коренные формы жизни на планетах. Естественно, сами они используют корабли, чтобы достичь своей цели. Группа организована обезумевшим ИИ сверхтяжёлого крейсера Звёздной Гвардии «Весы Правосудия».

### Корабли
- «Созвездие Андромеда» — крейсер Звёздной Гвардии класса «Великое наследие». Один из немногих кораблей, переживших 300 лет Долгой ночи. Обладает ИИ.
- «Эврика Мару» — грузовой корабль Бекки Валентайн, раннее принадлежавший её отцу. Именно он вытащил «Андромеду» из чёрной дыры. Не обладает ИИ. Часто используется членами экипажа как челнок. В остальное время хранится в ангаре «Андромеды».
- «Весы Правосудия» — артиллерийский корабль Звёздной Гвардии класса «Гибельное Сиденье». Его ИИ сошёл с ума за время Долгой ночи и создал Ресторианское движение, считая все корабли злом. Андроидная версия «Правосудия» по имени Габриэль полюбил Ромми, но был уничтожен ей. Часть личности «Правосудия» затаилась внутри Ромми и захватила новейший корабль «Решимость Гектора» того же класса.
- «Гнев Ахилла» — артиллерийский корабль Звёздной Гвардии класса «Гибельное Сиденье». Был захвачен в бою ницшеанцами во время восстания и помещён в систему-тюрьму с демонтированным гиперприводом. Долгие века сопротивлялся попыткам ницшеанцев подчинить или уничтожить ИИ. Последняя попытка удаётся, и личность «Ахилла» погибает. Новым ИИ корабля становится Райан, аватара корабля «Громкий призыв». «Гнев Ахилла» затем становится флагманом Нового Содружества. Корабль погибает во время предательства племени Сабра-Ягуар и танов, вместе с крупной частью флота Содружества.
- «Пакс Магелланик» — корабль-сестра «Андромеды», первый из своего класса. В отличие от других кораблей Гвардии, имеет золотую окраску. Джилл, аватара корабля, полюбила своего капитана во время ницшеанского восстания. Капитан нарушил устав и начал роман с андроидом. Во время планетарного сражения, все члены экипажа попали в ницшеанскую засаду. Капитан требует, чтобы «Пакс» уничтожила себя чтобы не попасть в руки врага. В ярости, Джилл запустила ракету по планете, которая вызвала цепную реакцию и уничтожила этот мир. Когда «Андромеда» обнаружила сестру 300 лет спустя, помутнённый разум ИИ разыграл театр, её андроиды притворялись членами экипажа. В конце концов, «Пакс» провоцирует Дилана на ракетный залп и отключает защитные системы, позволяя себе быть уничтоженной.

## DVD релизы
«Андромеда» была выпущена в обоих DVD регионах (Region 1 и 2). «Андромеда» изначально выпускалась частями, а затем в Северной Америке был издана коллекция со всеми сезонами. Для второго региона «Андромеда» выпускается как частями, так и полным сборником всех сезонов (выпущен в 2006 году).
| Название DVD      | Регион 1        | Регион 2        |
| ----------------- | --------------- | --------------- |
| Андромеда Сезон 1 | 11 ноября, 2003 | 6 февраля, 2006 |
| Андромеда Сезон 2 | 27 июля, 2004   | 6 марта, 2006   |
| Андромеда Сезон 3 | 1 февраля, 2005 | 17 апреля, 2006 |
| Андромеда Сезон 4 | 19 июля, 2005   | 1 мая, 2006     |
| Андромеда Сезон 5 | TBA             | 7 августа, 2006 |

### Релизы частей
| Название DVD              | Регион 1          | Регион 2         |
| ------------------------- | ----------------- | ---------------- |
| Андромеда Сезон 1 Часть 1 | 30 июля, 2002     | 29 апреля, 2002  |
| Андромеда Сезон 1 Часть 2 | 10 сентября, 2002 | 24 июня, 2002    |
| Андромеда Сезон 1 Часть 3 | 19 ноября, 2002   | 12 августа, 2002 |
| Андромеда Сезон 1 Часть 4 | 14 января, 2003   | 26 августа, 2002 |
| Андромеда Сезон 1 Часть 5 | 18 марта, 2003    | 9 сентября, 2002 |
| Андромеда Сезон 2 Часть 1 | 22 апреля, 2003   | 3 марта, 2003    |
| Андромеда Сезон 2 Часть 2 | 3 июня, 2003      | 14 апреля, 2003  |
| Андромеда Сезон 2 Часть 3 | 15 июля, 2003     | 26 мая, 2003     |
| Андромеда Сезон 2 Часть 4 | 26 августа, 2003  | 7 июля, 2003     |
| Андромеда Сезон 2 Часть 5 | 7 октября, 2003   | 18 августа, 2003 |
| Андромеда Сезон 3 Часть 1 | 18 ноября, 2003   | 29 марта, 2004   |
| Андромеда Сезон 3 Часть 2 | 30 декабря, 2003  | 3 мая, 2004      |
| Андромеда Сезон 3 Часть 3 | 24 февраля, 2004  | 7 июня, 2004     |
| Андромеда Сезон 3 Часть 4 | 20 апреля, 2004   | 12 июля, 2004    |
| Андромеда Сезон 3 Часть 5 | 15 июня, 2004     | 16 августа, 2004 |
| Андромеда Сезон 4 Часть 1 | 16 ноября, 2004   | 2 мая, 2005      |
| Андромеда Сезон 4 Часть 4 | 11 января, 2005   | 6 июня, 2005     |
| Андромеда Сезон 4 Часть 5 | 8 марта, 2005     | 11 июля, 2005    |
| Андромеда Сезон 5 Часть 1 | 20 сентября, 2005 | 6 февраля, 2006  |
| Андромеда Сезон 5 Часть 2 | 15 ноября, 2005   | 6 марта, 2006    |
| Андромеда Сезон 5 Часть 3 | 10 января, 2006   | 17 апреля, 2006  |
| Андромеда Сезон 5 Часть 4 | 7 марта, 2006     | 29 мая, 2006     |
| Андромеда Сезон 5 Часть 5 | 2 мая, 2006       | 10 июля, 2006    |